# 国道392号

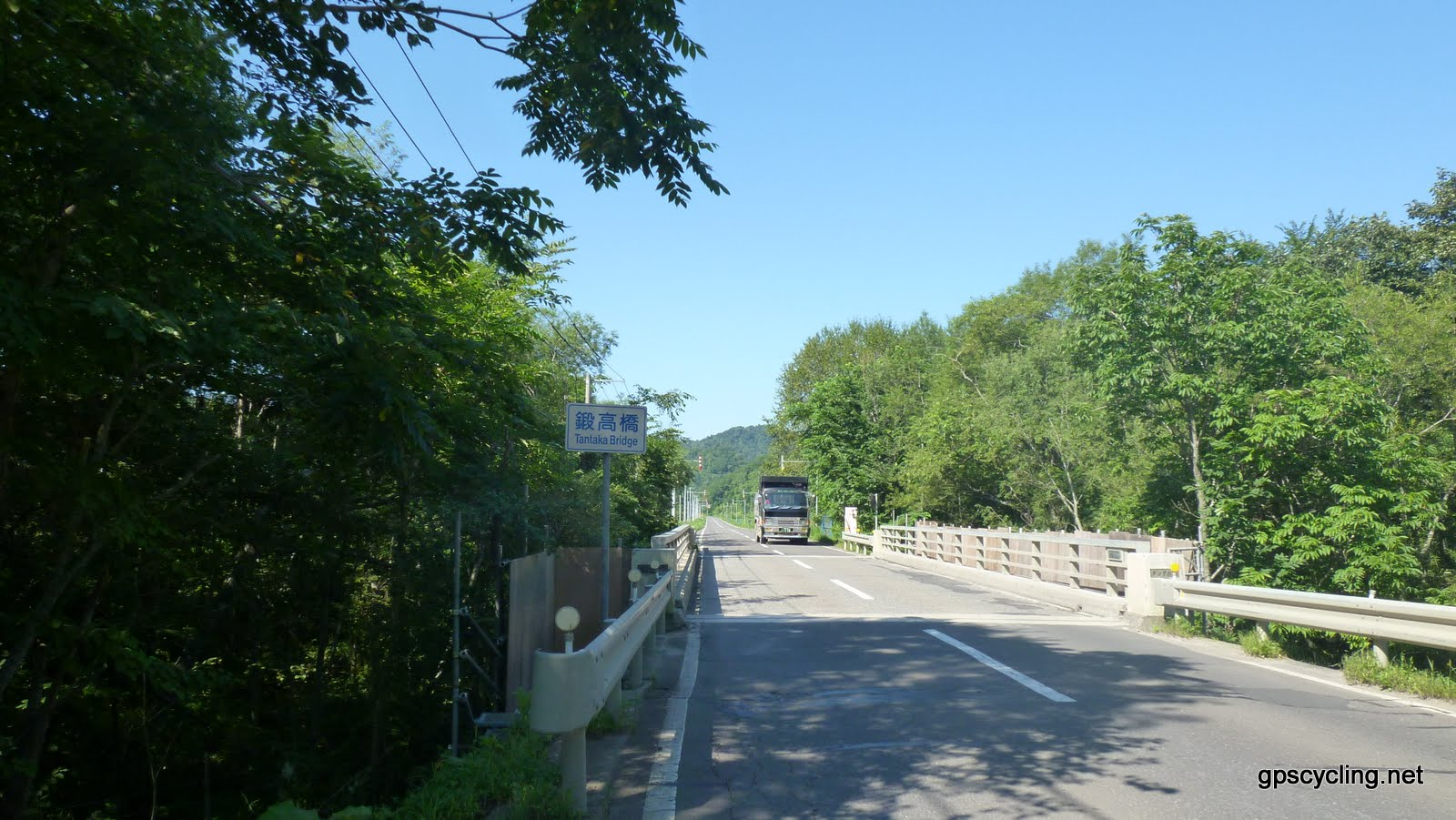
鍛高橋付近（白糠町）

国道392号（こくどう392ごう）は、北海道釧路市から中川郡本別町に至る一般国道である。

## 概要

### 路線データ
一般国道の路線を指定する政令に基づく起終点および重要な経過地は次のとおり。
- 起点：釧路市（大楽毛3線185番35、大楽毛交点 = 国道38号交点、国道240号起点、国道336号終点）
- 終点：北海道中川郡本別町（南4丁目1番1、国道242号交点）
- 重要な経過地：北海道白糠郡白糠町
- 総延長 : 53.0 km（重用延長を含む。）[2][注釈 2]
- 重用延長 : 18.3 km[2][注釈 2]
- 未供用延長 : なし[2][注釈 2]
- 実延長 : 34.8 km[2][注釈 2]
  - 現道 : 34.4 km[2][注釈 2]
  - 旧道 : 0.4 km[2][注釈 2]
  - 新道 : なし[2][注釈 2]
- 指定区間：全線[3]

## 歴史
- 1954年（昭和29年） - 北海道道4号白糠本別線認定。
- 1973年（昭和48年） - 北海道道白糠本別線開通。
- 1982年（昭和57年）4月1日 - 一般国道392号に昇格[4]。

## 路線状況

### 通称
- 白糠国道

### 重複区間
- 国道38号・国道336号（釧路市大楽毛3線・大楽毛（起点） - 白糠郡白糠町・西1南3、東1南2交点）
- 国道274号（白糠郡白糠町二股・北進交点 - 中川郡本別町南4丁目・南4丁目、南3丁目終点）

## 地理

### 通過する自治体
- 北海道
  - 釧路総合振興局
    - 釧路市 - 白糠郡白糠町

  - 十勝総合振興局
    - 十勝郡浦幌町 - 中川郡本別町

### 交差する道路
釧路総合振興局
釧路市
- 国道38号・国道240号 : 大楽毛3線・大楽毛（起点）

（国道38号との重複区間は省略）
白糠郡白糠町
- 国道38号 : 西1南3・東1南2交点
- 北海道道665号上茶路上茶路停車場線 : 上茶路（上茶路交点）
- 道東自動車道白糠IC : 縫別
- 国道274号・北海道道143号北見白糠線 : 二股（北進交点）

（国道274号との重複区間は省略）
十勝総合振興局
中川郡本別町
- 国道242号 : 南4丁目・南4丁目・南3丁目（終点）